# 曾爟
曾爟（1346年—1408年），字日章，南京蘇州府吳江（今江蘇吳江縣）人，明朝政治人物。
洪武年間，擔任翰林院侍讀，參與修永樂大典。出使交趾，後跟隨張輔等討交趾，因賛畫功居多。永樂六年去世，年六十三。